# 埃尔纳尼 (戏剧)

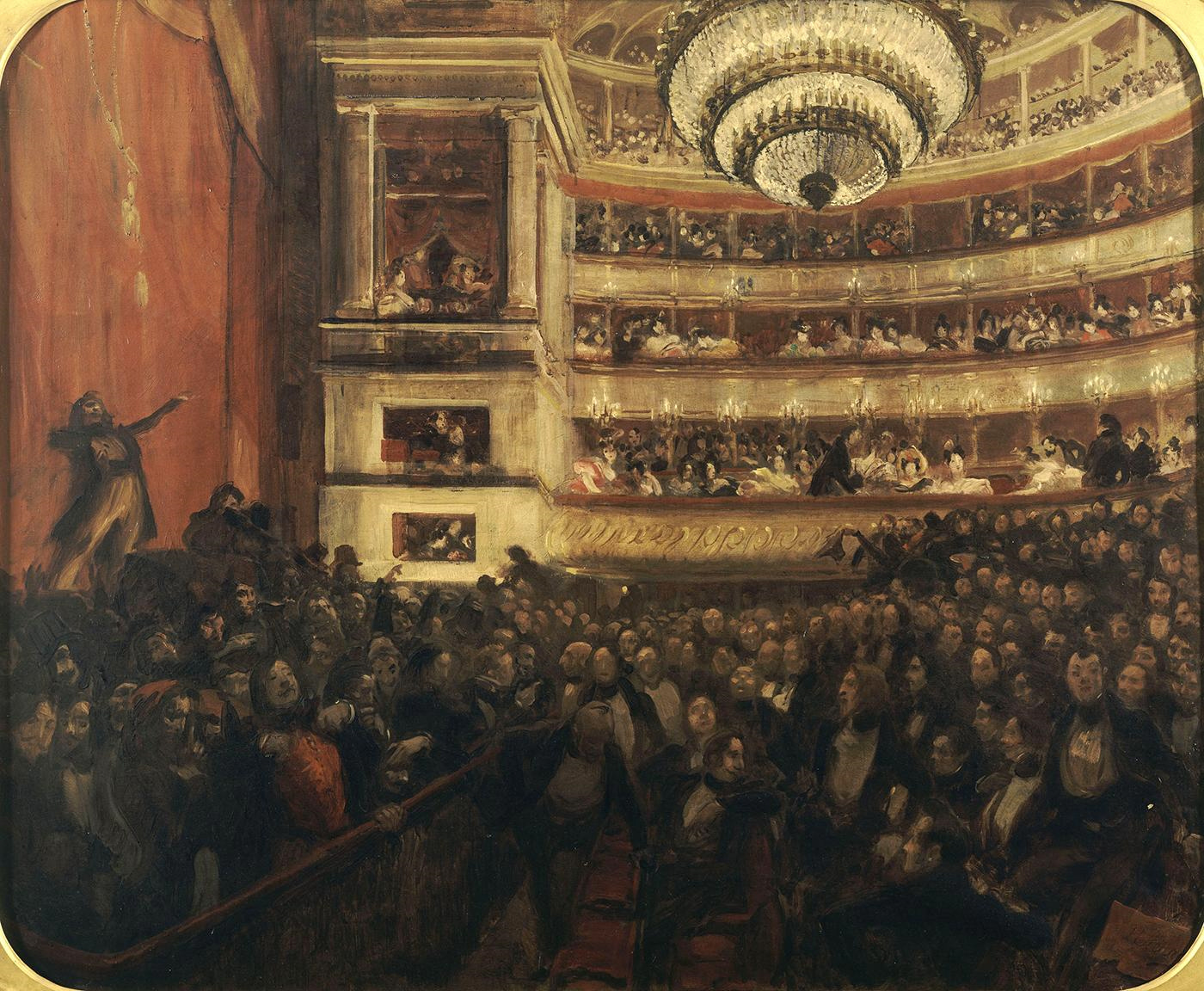
埃尔纳尼之战

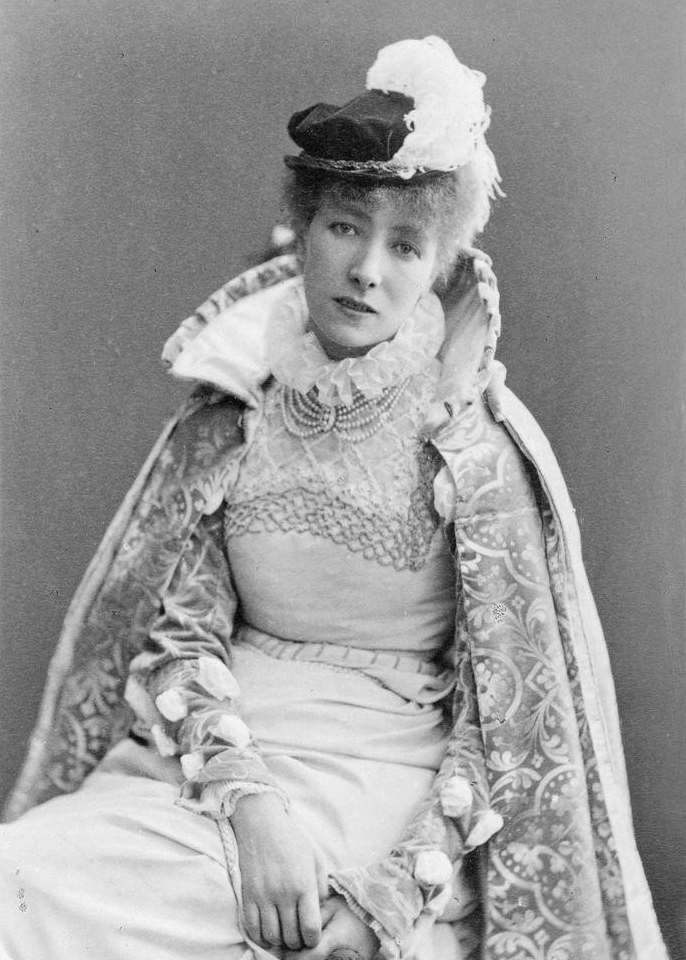
莎拉·伯恩哈特饰演索尔小姐（1877）

《埃尔纳尼》（Hernani, ou l'Honneur Castillan）是法国浪漫主义作家维克多·雨果的一部亚历山大诗体的押韵戏剧。
标题的名字源自西班牙巴斯克自治区吉普斯夸省的市镇埃尔纳尼。雨果的母亲和她的三个孩子，在前往雨果将军住所的途中，曾在此停留。
1830年2月25日，该剧在巴黎的法兰西喜剧院首演。 今天，它更为人们所铭记的是伴随着首场演出的对抗，所谓埃尔纳尼之战；以及作为朱塞佩·威尔第的歌剧《埃尔纳尼》的灵感来源，而不是它本身的优点。雨果获得了其他浪漫主义者，如赫克托·柏辽兹和泰奥菲尔·戈蒂耶的支持， 反对方是古典主义者，他们认为这部剧是对他们价值观的直接攻击。
在埃德加·爱伦·坡的短篇小说《红死病的面具》中，“埃尔纳尼”被用来描述普罗斯彼洛亲王面具的巨大和优雅。在《悲惨世界》中，马吕斯·彭眉胥的外公吉诺曼批评了《埃尔纳尼》。
威尔第的歌剧《埃尔纳尼》，连同弗朗西斯科·玛丽亚·皮亚夫的意大利歌剧剧本，是根据该剧改编的，于1844年在威尼斯首演。

## 情节
剧本情节设定于1519年的西班牙宫廷，描写宫廷的浪漫和阴谋。三个男人——两个贵族和一个神秘的强盗——爱上了同一个女人，随后带来了混乱。 剧本表现了强烈的反封建精神，在艺术上打破了古典主义关于悲喜剧的界限。

## 人物
| 角色               | 描述                                     |
| ------------------ | ---------------------------------------- |
| 埃尔纳尼           | 最近被谋杀的国王的儿子，爱上了索尔小姐。 |
| 索尔小姐           | 爱上了埃尔纳尼，但已许配给戈梅兹公爵。   |
| 卡洛斯             | 西班牙国王，也爱上了索尔小姐。           |
| 席尔瓦的戈梅兹公爵 | 索尔小姐的叔叔和未婚夫。                 |

卡洛斯是真实国王卡洛斯一世（即后来的查理五世）的虚构版本。戈梅兹公爵的名字也来源于一位真实公爵的名字，只是虚构的版本在1519年是一位老人，而真实的公爵当时是个蹒跚学步的孩子。